# Cleora turlini
Cleora turlini är en fjärilsart som beskrevs av Claude Herbulot 1976. Cleora turlini ingår i släktet Cleora och familjen mätare. Inga underarter finns listade i Catalogue of Life.